# Die Unschuld (2023)
Die Unschuld (Originaltitel: 怪物 Kaibutsu, intl. Titel: Monster) ist ein japanischer Spielfilm von Hirokazu Koreeda aus dem Jahr 2023. Das Drama handelt von einer Mutter, die eine Lehrkraft verdächtigt, negativ auf ihren jungen Sohn einzuwirken. Die Hauptrollen übernahmen Sakura Andō, Eita Nagayama, Yūko Tanaka sowie die beiden Kinderdarsteller Soya Kurokawa (* 2009) und Yota Hiiragi (* 2011). Der Film wurde im Mai 2023 bei den Filmfestspielen in Cannes uraufgeführt und ist Anfang Juni 2023 in den japanischen Kinos angelaufen. Der reguläre Kinostart in Deutschland, in Österreich und in der Schweiz war Anfang 2024.

## Handlung
Saori Mugino ist eine alleinerziehende Mutter, ihr Sohn Minato geht in die fünfte Klasse. Bald zeigt er seltsames Verhalten, er schneidet seine Haare ab und kommt mit nur einem Schuh nach Hause. Eines Nachts kommt Minato überhaupt nicht nach Hause, und nachdem Saori herumtelefoniert hat, findet sie ihn in einem verlassenen Eisenbahntunnel. Saori beginnt zu vermuten, dass der Lehrer ihres Sohnes, Herr Hori, ihn misshandelt, und konfrontiert die Schule damit. Sie wird von der Schule abweisend behandelt, was in einer unaufrichtigen Entschuldigung von Herrn Hori gipfelt. Als sie Hori selbst konfrontiert, deutet er an, dass es Minato ist, der einen anderen Schüler namens Yori schikaniert. Saori besucht Yoris Haus, wo auch der sich seltsam verhält. Er scheint Minato zu mögen und sich um ihn zu sorgen. Hori kommt später während eines Regensturms zu Saori und Minato, aber Saori stellt fest, dass Minato verschwunden ist. Sie suchen ihn beim Eisenbahntunnel, wo es einen Erdrutsch gegeben hat.
Ein Rückblick kehrt zum Anfang des Films aus Horis Sicht zurück. Er bemerkt, dass Minato störendes Verhalten zeigt: er wirft Sachen anderer Schüler durchs Klassenzimmer und sperrt Yori in eine Toilettenkabine. Bei einem Versuch, Minato von seinem Verhalten abzuhalten, stößt Minato mit seinem Gesicht gegen Hori und bekommt Nasenbluten. Hori besucht auch Yoris Haus, wo er entdeckt, dass dessen Vater, Kiyotaka, ein zu Misshandlungen neigender Alkoholiker ist. Als Saori wegen ihres Sohnes vorspricht, drängt die Schule Hori dazu, alles ihnen zu überlassen, um den Ruf der Schule zu schützen, und verlangt schließlich seinen Rücktritt. Hori kehrt zur Schule zurück, um Minato zur Rede zu stellen und erwägt, vom Dach der Schule zu springen. Während des Regensturms bemerkt Hori ein Muster in Yoris alten Hausaufgaben, das scheinbar Minatos Namen buchstabiert. Er erkennt, dass die beiden Jungen tatsächlich eng miteinander verbunden sind und eilt zum Mugino-Haus, um sich zu entschuldigen. Als Saori ihm sagt, dass Minato verschwunden ist, gehen sie zum Bahntunnel, um ihn zu finden. Sie entdecken einen verlassenen Eisenbahnwagen, der fast im Schlamm begraben ist, aber als sie ihn öffnen, finden sie nur Minatos zurückgelassenen Poncho.
Ein letzter Rückblick beginnt aus Minatos Sicht. Yori wird routinemäßig von den anderen Jungen wegen seines besonderen und scheinbar femininen Verhaltens gehänselt. Yori spielt mit Minatos Haaren, die dieser dann impulsiv abschneidet. Minato hat Probleme, offen seine Freundschaft zu Yori zu zeigen, weil er dann von den anderen gemobbt wird. Minato beginnt trotzdem, ihn vor anderen Mobbern zu verteidigen, was Hori mit Mobbing seitens Minato verwechselt. Als die beiden sich näher kommen, ist Minato beunruhigt, dass seine Gefühle romantisch werden könnten und er kein würdiger Sohn seines Vaters sei. In einer Nacht, als er zu Yoris Haus geht, erklären er und Kiyotaka, dass Yori geheilt wurde, obwohl Yori schnell widerspricht, was den Zorn seines Vaters hervorruft. Während des Regensturms findet Minato Yori vollständig bekleidet in einer Badewanne, und die beiden fliehen zu dem verlassenen Eisenbahnwagen, der zu ihrem Versteck geworden ist. Als der Regen nachlässt, kommen sie am Boden des Eisenbahnwagens heraus, fragen sich, ob sie wiedergeboren wurden und rennen gemeinsam durch ein Feld.

## Synchronisation
Die deutsche Synchronfassung entstand bei der EVA Studios Germany GmbH in Berlin. Mario von Jascheroff schrieb das Dialogbuch und führte Regie.
| Rolle  | Darsteller       | Synchronsprecher          |
| ------ | ---------------- | ------------------------- |
| Saori  | Sakura Andō      | Rubina Nath               |
| Hori   | Eita Nagayama    | Constantin von Jascheroff |
| Minato | Soya Kurokawa    | Etienne Märtens           |
| Yori   | Hinata Hiiragi   | Toni Wegewitz             |
| Hirona | Mitsuki Takahata | Gabrielle Pietermann      |
| Shoda  | Akihiro Kakuta   | Gerrit Hamann             |

## Entstehungsgeschichte

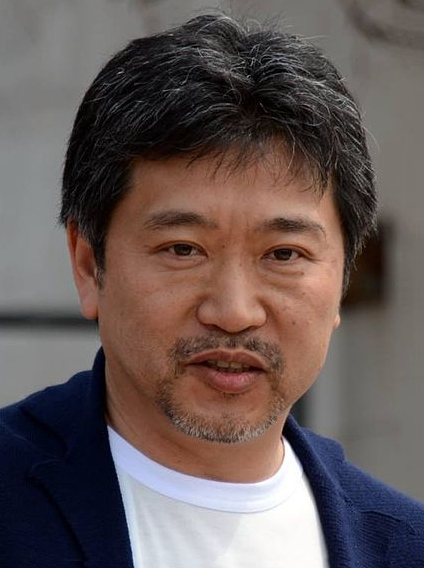
Regisseur Hirokazu Koreeda (2015)

Für Hirokazu Koreeda ist Monster der erste japanische Film, bei dem er Regie führte, seit dem internationalen Erfolg von Shoplifters – Familienbande (2018), der die Goldene Palme der Internationalen Filmfestspiele von Cannes 2018 gewann und für den Oscar nominiert wurde. Dazwischen hatte er Spielfilme auf Französisch (La Vérité – Leben und lügen lassen, 2019) und Koreanisch (Broker – Familie gesucht, 2022) abgedreht. Erste Informationen zum Projekt wurden nach Ende der Dreharbeiten im November 2022 bekannt. Zu diesem Zeitpunkt befand sich Monster in der Postproduktion. Erstmals seit seinem Spielfilmdebüt Maboroshi – Das Licht der Illusion (1995) zeichnete Koreeda nicht für das Drehbuch verantwortlich. Das Skript wurde vom erfolgreichen japanischen Serienautor Yūji Sakamoto verfasst. Mit diesem hatte Koreeda bereits zuvor arbeiten wollen. Auch Sakamoto selbst schätzte die Arbeit mit dem Regisseur.
In den Hauptrollen sind Sakura Andō, Eita Nagayama, Yūko Tanaka sowie die beiden Kinderdarsteller Soya Kurokawa und Yota Hiiragi (anderen Angaben zufolge Hiiragi Hinata) zu sehen. Mit Andō hatte der Regisseur bereits an Shoplifters – Familienbande erfolgreich zusammengearbeitet. Die beiden Kinderdarsteller Kurokawa und Hiiragi wurden nach wiederholten Castings ausgewählt. Koreeda lobte sie für ihre gemeinsame Chemie vor der Kamera und verwies auf ihr unterschiedliches Aussehen und ihre unterschiedlichen Persönlichkeiten.
Am Projekt trat der Regisseur, Drehbuchautor und Bestsellerautor Genki Kawamura als federführender Produzent auf. Er hatte mit Koreeda bereits in gleicher Position an dessen Netflix-Serie The Makanai: Cooking for the Maiko House (2023) zusammengearbeitet. Neben Kawamura trat Kenji Yamada als Produzent auf. Weiterhin wurde das Projekt von den Gesellschaften Tōhō und Gaga Corporation, Fuji Television Network, AOI Pro und Koreedas eigener Firma Bun-Buku finanziell unterstützt.
Für die Filmmusik konnte Ryūichi Sakamoto verpflichtet werden. Der bekannte japanische Komponist, der Ende März 2023 verstarb, konnte aus gesundheitlichen Gründen keinen vollumfänglichen neuen Soundtrack für Monster kreieren. Er steuerte zwei Klavierstücke bei, die er aus seinem neuen Album 12 sowie älteren Stücken zusammenstellte. In einem Kommentar gab Sakamoto an, dass der Film ein „esoterisches Thema“ behandle und dass es für ihn schwierig gewesen sei, die Frage zu ergründen, wer das titelgebende „Monster“ sei. Koreeda hatte eigenen Angaben zufolge schon lange mit dem Künstler zusammenarbeiten wollen. Während der Dreharbeiten und dem Schnitt habe er in seinem Hotelzimmer der Musik Sakamotos gelauscht.

## Rezeption

### Veröffentlichung
Die Premiere fand am 17. Mai 2023 bei den Filmfestspielen in Cannes statt, wo der Film eine Einladung in den internationalen Wettbewerb erhalten hatte. Koreeda hat bisher mit seinem Filmen insgesamt achtmal in Wettbewerbssparten des Festivals konkurriert.
Ein regulärer Kinostart in Japan erfolgte am 2. Juni 2023 im gemeinsamen Verleih der Gaga Corporation und von Tōhō. Während Gaga über die Verleihrechte für den übrigen asiatischen Raum verfügte, sollte sich Wild Bunch International um die übrigen internationalen Verwertungsrechte kümmern. Erste Szenen wurden im Februar 2023 auf dem European Film Market der Berlinale gezeigt. Ein Teaser war bereits Anfang Januar 2023 veröffentlicht worden.
In Deutschland wurde Monster erstmals Ende Juni 2023 im Programm des Filmfests München gezeigt. Der reguläre Kinostart im deutschsprachigen Raum fand ab 26. Januar 2024 im Verleih von Filmladen statt.

### Kritiken
Im internationalen Kritikerspiegel des Branchenmagazins Screen International erhielt Monster 2,3 von 4 möglichen Sternen und belegte unter allen Wettbewerbsfilmen einen elften Platz. In einem rein französischen Kritikerspiegel vom Online-Magazin Le film français traute keiner der 15 Rezensenten Koreeda den erneuten Gewinn der Goldenen Palme zu. Der amerikanische Branchendienst IndieWire listete den Film auf Platz sieben seiner möglichen Palmen-Anwärter.
Auf der Website Rotten Tomatoes empfahlen bisher 97 Prozent der dort gelisteten 60 professionellen Kritiker Monster weiter. Dies führte zu einer Durchschnittswertung von 7,8 von 10 möglichen Punkten. Die Meinungen der Rezensenten zusammengefasst, sei das Werk „in seinem Mitgefühl auf sanfte Weise verstörend und ein Meisterwerk wechselnder Perspektiven, das bis zum Ende“ überrasche. Auf der Website Metacritic erhielt  Koreedas Regiearbeit eine Bewertung von 80 von 100 möglichen Punkten, basierend auf über einem Dutzend ausgewerteten englischsprachigen Kritiken. Dies entspricht allgemein positive Rezensionen („Generally Favorable “).
Peter Bradshaw gab dem Film im The Guardian 4 von 5 Sternen und meint, dass der Film zeige wie man Familienprobleme mit Intelligenz und Menschlichkeit bewältigen kann. Simon Abrams von RoberEbert.com lobte neben dem Drehbuch mit seiner Ironie und erhellenden Wendungen vor allem das Geschick des Regisseurs und was er aus den Schauspielern herausholen konnte. So wurde oft hervorgehoben, dass Hirokazu Koreeda gerade mit kindlichen Schauspielern gut umgehen kann.
Das Lexikon des internationalen Films schrieb: „Die episodische Struktur begünstigt eine ungemein reiche Erzählung, die mit enormer Hingabe und erzählerischer Meisterschaft um jene Verbundenheit kreist, die aus Liebe und Zuneigung entsteht.“

### Auszeichnungen
Für Monster erhielt Koreeda seine siebte Einladung in den Wettbewerb um die Goldene Palme, den Hauptpreis des Filmfestivals von Cannes. Das Werk wurde mit dem Drehbuchpreis für Yūji Sakamoto und mit der Queer Palm ausgezeichnet. Weitere Einladungen in die Wettbewerbe internationaler Festivals und Nominierungen für Filmpreise folgten.
| Festival / Filmpreis (Auswahl)       | Kategorie                                      | Resultat  | Preisträger/ Nominierte                                       |
| ------------------------------------ | ---------------------------------------------- | --------- | ------------------------------------------------------------- |
| British Independent Film Awards 2023 | Bester internationaler Independentfilm         | Nominiert | Hirokazu Koreeda, Yūji Sakamoto, Genki Kawamura, Kenji Yamada |
| Filmfestival von Cannes 2023         | Goldene Palme – Bester Film                    | Nominiert | Hirokazu Koreeda                                              |
| Filmfestival von Cannes 2023         | Bestes Drehbuch                                | Gewonnen  | Hirokazu Koreeda, Yūji Sakamoto                               |
| Filmfestival von Cannes 2023         | Queer Palm                                     | Gewonnen  | Hirokazu Koreeda                                              |
| Filmfestival von Chicago 2023        | Gold Hugo – Bester Film                        | Gewonnen  | Hirokazu Koreeda                                              |
| Filmfest München 2023                | ARRI/Osram Award – Bester internationaler Film | Nominiert | Hirokazu Koreeda                                              |
| Filmfestival von San Sebastián 2023  | Sebastiane Award – Bester Film                 | Nominiert | Hirokazu Koreeda                                              |
| Filmfestival von Sydney 2023         | Bester Film                                    | Nominiert | Hirokazu Koreeda                                              |
| Filmfestival von Vancouver 2023      | Publikumspreis                                 | Gewonnen  | Hirokazu Koreeda                                              |